# フライドブレッド
フライドブレッド（英語: fried bread）は、イギリスの伝統的な朝食の1つ。油で揚げ焼きにした薄切りパンである。
フライパンでベーコンなどを焼いた際に出る油を利用して食パンをカリカリのきつね色になるまで揚げ焼きにした料理であり、イギリス伝統の朝食フル・ブレックファストの定番料理の1つである。